# Il mio cammino verso la comunità sorda
Il mio cammino verso la comunità sorda scritto da Dario Palazzo nel 2014.

## Trama
Il libro racconta le vicende del protagonista che segna le sue riflessioni attraverso con la lingua dei segni italiana con i suoi pensieri sulla filosofia, la politica, la cultura sorda, eccetera.

## Edizioni
- Dario Palazzo, Il mio cammino verso la comunità sorda, 1ª ed., La Matrice, 2014,  p. 104, 9788895614403.